# 馬爾納什鄉
馬爾納什鄉（羅馬尼亞語：Comuna Malnaș, Covasna），是羅馬尼亞的鄉份，位於該國中部，由科瓦斯納縣負責管轄，處於布加勒斯特以北180公里，每年平均降雨量1,131毫米，海拔高度872米，2007年人口1,143。